# Achurum minimipenne
Achurum minimipenne är en insektsart som beskrevs av Andrew Nelson Caudell 1904. Achurum minimipenne ingår i släktet Achurum och familjen gräshoppor. Inga underarter finns listade i Catalogue of Life.